# Кузнецов, Михаил Дмитриевич (художник)
Михаил Дмитриевич Кузнецов (8 мая 1947 года — 14 февраля 2021) — советский российский живописец, заслуженный художник Республики Башкортостан (2008).

## Биография
Михаил Дмитриевич Кузнецов родился 8 мая 1947 года в селе Петропавловка Кусинского района Челябинской области в многодетной семье рабочего.
Ещё школьником он в 1959 году познакомился с заслуженным художником России В. В. Астальцевым, выпускником Московского Художественного института им. В. И. Сурикова, который стал первым наставником в творческом развитии М. Кузнецова. Астальцев посоветовал мальчику ехать учиться живописному ремеслу в Уфу.
С 1965 по 1969 год Кузнецов учился в Уфимском училище искусств. В это же время познакомился с художником А. Э. Тюлькиным, у которого М. Кузнецов некоторое время жил в его доме и учился.
Жена Кузнецова, А. Г. Янбухтина, искусствовед, окончила Институт живописи, скульптуры и архитектуры им. И. Е. Репина в Санкт-Петербурге в 1966 году и аспирантуру НИИ Художественной промышленности. Для сбора материалов для диссертации жены они вместе предприняли экспедицию по районам Башкирии. В 70-годах они принимали участие в этнографических экспедициях Института истории, языка и литературы Башкирского филиала АН СССР, знакомились и изучали предметы культуры и быта башкир. Работой экспедиций руководил известный ученый-этнограф, кандидат исторических наук, автор фундаментальных исследований по башкирской этнографии Н. В. Бикбулатов.
В 1970 году состоялась их совместная поездка в Ленинград для зарисовок предметного мира башкир в Государственном музее этнографии народов СССР.
В 1974 году Кузнецов с женой путешествовали по Пушкинским местам: г. Псков, Святогорский монастырь, Успенский собор (у стен которого похоронен А. С. Пушкин), в сёла Михайловское, Тригорское, Петровское, в Псково-Печерский монастырь.
В 70—90-х годах он работал над этюдами в татарских деревнях Буздякского района, в родных местах А. Янбухтиной, в д. Венеция Дюртюлинского района, в городах Казань, Ульяновск.
Совместно с художником Б. Ф. Домашниковым в 1980 году он ездил на этюды в Вологду, Кириллов и Ферапонтово, где впервые произошла его встреча с фресками Дионисия, с древнерусской архитектурой русского Севера, в середине 80-х — поездки на этюды с А. Ф. Лутфуллиным по Абзелиловскому району Башкирии.
С конца 80-х годов Кузнецов живёт и работает в д. Суровка под Уфой.
В 1989 году он вступил в члены Союза художников СССР.
С 2003 по 2005 год он работал над этюдами в селе Николо-Березовка, где написана серия работ, посвящённых заповедным местам, архитектуре, величественной природе этого края.
М. Кузнецов является автором рассказов-воспоминаний об А. Э. Тюлькине, опубликованных в журналах «Рампа», затем в журнале «Бельские просторы», в котором его рассказы были отмечены, как лучшая публикация года в номинации «Культура».
В 2008 году Кузнецову присвоено почётное звание «Заслуженный художник Республики Башкортостан».

## Творчество
На протяжении всей своей жизни М. Д. Кузнецов обращается к теме родной деревни, что прослеживается в его реалистически трактованных пейзажах — «Петропавловский завод» (1964), «Село Петропавловка» (1966), «Крыши в Петропавловке» (1972), «Петропавловка зимой» (1973), а также в произведениях «Родительский двор», «Уголок детства», «Школьная гора» и др.
Основные работы: «Памяти матери. 1956 год», написана она в 1988 году, «Автопортрет» (1966), «Петропавловка» (1969), «Желтый дом» (1974), «Архимандровское озеро»(1966). «Татарник» (1972), «Прогулка под Уфой» (1973), «Октябрь под Уфой» (1973), «Подсолнух» (1977), «Радуга в Каране» (1979), «Вид на Дюртюли из д. Венеция»(1979), «Нюськины дети» и «Ночной прохожий в клетчатом пальто».
Местонахождение произведений в собраниях музеев и картинных галерей: Башкирский государственный художественный музей им. М. В. Нестерова (г. Уфа), Нефтекамская картинная галерея «Мирас» (г. Нефтекамск, РБ), Дюртюлинский историко-краеведческий музей (г. Дюртюли, РБ).

## Участие в выставках
С 1973 года Кузнецов принимает участие на выставках: молодёжных, республиканских, зональных, всероссийских, всесоюзных, зарубежных.
В 1997 году — персональная выставка, организованная в залах Башкирского государственного художественного музея им. М. В. Нестерова, а также в Центральном выставочном зале (в Уфе).
С 2005 по 2009 год прошло около 20 его персональных выставок в Уфе, Нефтекамске, и других городах Башкортостана.

## Награды
Звания «Заслуженный художник РБ» 2008 г.
Дипломы Союза художников России за участие на Всероссийской выставке «Отечество» и региональной «Большая Волга» 2008.